# Ötigheim
Ötigheim è un comune tedesco di 4 313 abitanti, situato nel land del Baden-Württemberg.